# Paso Vidaurrazaga
Paso Vidaurrazaga (spanisch; in Argentinien Pasaje Lidia) ist eine 350 m breite Meerenge in der Gruppe der Islas Águila im Prinz-Gustav-Kanal südöstlich der Trinity-Halbinsel im Norden der Antarktischen Halbinsel. Sie führt zwischen Eagle Island und Beak Island vom nördlichen Ende des Prinz-Gustav-Kanals zur Einfahrt der Eyrie Bay.
Chilenische Wissenschaftler benannten die Meerenge nach Alberto Vidaurrazaga, der bei der 5. Chilenischen Antarktisexpedition (1950–1951) an der Errichtung der González-Videla-Station beteiligt war. Der Hintergrund der argentinischen Benennung ist nicht überliefert.